# Josep Generès
|  | Pel que fa a l'escultor i tallista català del segle xvi vegeu Lluís Generes. |

Josep Generès (Reus, 1815 (?) - 1865) va ser un impressor català.
La seva activitat comença el novembre de 1836, quan, amb Batista Escardó, un impressor tortosí, va obrir una impremta al raval de sana Anna de Reus on van imprimir el periòdic La Joven España, fundat per Pere Mata i Pere Soriguera, d'ideologia propera al socialisme utòpic, quan l'impressor Joan Baptista Vidal va renunciar a continuar imprimint la publicació perquè l'havien amenaçat de mort diversos membres conservadors de la ciutat. Però quan el periòdic va acabar per prohibició governativa, el 1837, Batista Escardó va abandonar la societat i sembla que l'ofici d'impressor. De la feina conjunta dels dos impressors es coneix un llibre, Catecismo histórico ó compendio de la historia sagrada y de la doctrina cristiana, para instrucción de los niños, con preguntas, respuestas y lecciones seguidas para leerlas en las escuelas; compuesto por el Abad Fleuri. Reus: por B. Escardó y J. Generés, 1837, un manual escolar molt corrent. Segurament devien estampar altres llibres els dos junts. Josep Generès, quan es va des fer la societat, va traslladar la impremta al carrer de santa Anna número 8, en un local més espaiós on hi va instal·lar maquinària més moderna per a la impressió de diaris. Va ser el primer dels impressors reusencs que va fer de la impressió de periòdics una de les seves activitats principals. Segons l'historiador reusenc Gras i Elies, imprimia El Juglar: periódico de teatros, primera publicació de temàtica teatral que es publicà a la ciutat, el 1843, El Mercado amb continguts comercials, el 1848, i El Deseo del Pueblo de tendència liberal i progressista que havien tret un grup de milicians i regidors que s'oposaven a l'alcalde Joan Martell, el 1856. Aquell any 1856, Josep Generès va traslladar el seu taller al carrer de sant Vicenç i va contractar l'impressor Joan Muñoa que havia arribat de Tarragona, perquè li portés la impremta, cosa que Muñoa va fer durant dos anys, fins que es va instal·lar pel seu compte. L'historiador Pere Anguera diu que Josep Generès, quan es va acabar el bienni progressista, juntament amb l'ex-alcalde de Reus Francesc Subirà, el cap militar del cantó E. de Gaminde i Macià Vila, van ser detinguts acusats d'estar implicats "en una conspiración para alterar el orden público". Josep Generès havia estat membre de la Milícia Nacional des del 1837. Generès publicà sempre durant les èpoques progressistes llibres, premsa i papers de temàtica lliberal, i durant els períodes absolutistes imprimia goigs i romanços, catecismes i llibres religiosos. A part dels periòdics, va imprimir les proclames dels ajuntaments liberals durant la regència d'Espartero, i durant el bienni progressista. Va deixar la impremta el 1863 i va morir el 1865.